# Breizacanthus
Breizacanthus är ett släkte av hakmaskar. Breizacanthus ingår i familjen Arhythmacanthidae.
Kladogram enligt Catalogue of Life:
| Breizacanthus | \| \| Breizacanthus chabaudei \| \| \| \| \| \| Breizacanthus irenae \| \| \| \| \| \| Breizacanthus ligur \| \| \| \| |
|               | \| \| Breizacanthus chabaudei \| \| \| \| \| \| Breizacanthus irenae \| \| \| \| \| \| Breizacanthus ligur \| \| \| \| |
|               | Acanthocephaloides |
|               | |
|               | Euzetacanthus |
|               | |
|               | Heterosentis |
|               | |
|               | Neoacanthocephaloides                                                                                                  |
|               | |
|               | Paracanthocephaloides                                                                                                  |
|               | |
|               | Breizacanthus chabaudei                                                                                                |
|               | |
|               | Breizacanthus irenae                                                                                                   |
|               | |
|               | Breizacanthus ligur |
|               | |

|  | Breizacanthus chabaudei |
|  |                         |
|  | Breizacanthus irenae    |
|  |                         |
|  | Breizacanthus ligur     |
|  |                         |